# Bengt-Göran Fernström
Bengt-Göran Fernström, född 12 maj 1941, svensk före detta friidrottare (sprinter).
Fernström tog SM-guld på 400 meter 1962 och 1963 samt på 200 meter 1963. Han tävlade för SoIK Hellas och utsågs år 1963 till Stor Grabb nummer 220. Han är far till Maria och Helena Fernström.

## Fotnoter
1. 1 2   Svenska Mästerskapen i friidrott 1896-2005. Trångsund: Erik Wiger/TextoGraf Förlag. 2006. ISBN 91-631-9065-6, sid 40
2. 1 2   Svenska Mästerskapen i friidrott 1896-2005. Trångsund: Erik Wiger/TextoGraf Förlag. 2006. ISBN 91-631-9065-6, sid 44
3. ↑   Svenska Mästerskapen i friidrott 1896-2005. Trångsund: Erik Wiger/TextoGraf Förlag. 2006. ISBN 91-631-9065-6, sid 152
4. ↑   Svenska Mästerskapen i friidrott 1896-2005. Trångsund: Erik Wiger/TextoGraf Förlag. 2006. ISBN 91-631-9065-6, sid 159
5. ↑   Sverigebästa genom tiderna i friidrott. Trångsund: Bengt Holmberg/TextoGraf Förlag. 2009. sid. 387. ISBN 978-91-977146-3-1
6. ↑  Stora Grabbars Märke, friidrott.se Arkiverad 31 mars 2016 hämtat från the Wayback Machine. läst 2014-03-25
7. ↑  Stora Grabbars Märke, storagrabbar.se läst 2014-03-25